# Слюсар Вадим Іванович
Вадим Іванович Слюсар (нар. 15 жовтня 1964 р., с. Колотії Решетилівського району Полтавської області) — український науковець, головний науковий співробітник Інституту телекомунікацій і глобального інформаціного простору Національної академії наук України та Центрального науково-дослідного інституту озброєння та військової техніки Збройних Сил України, професор, доктор технічних наук, Заслужений діяч науки і техніки України.

## Біографічні відомості

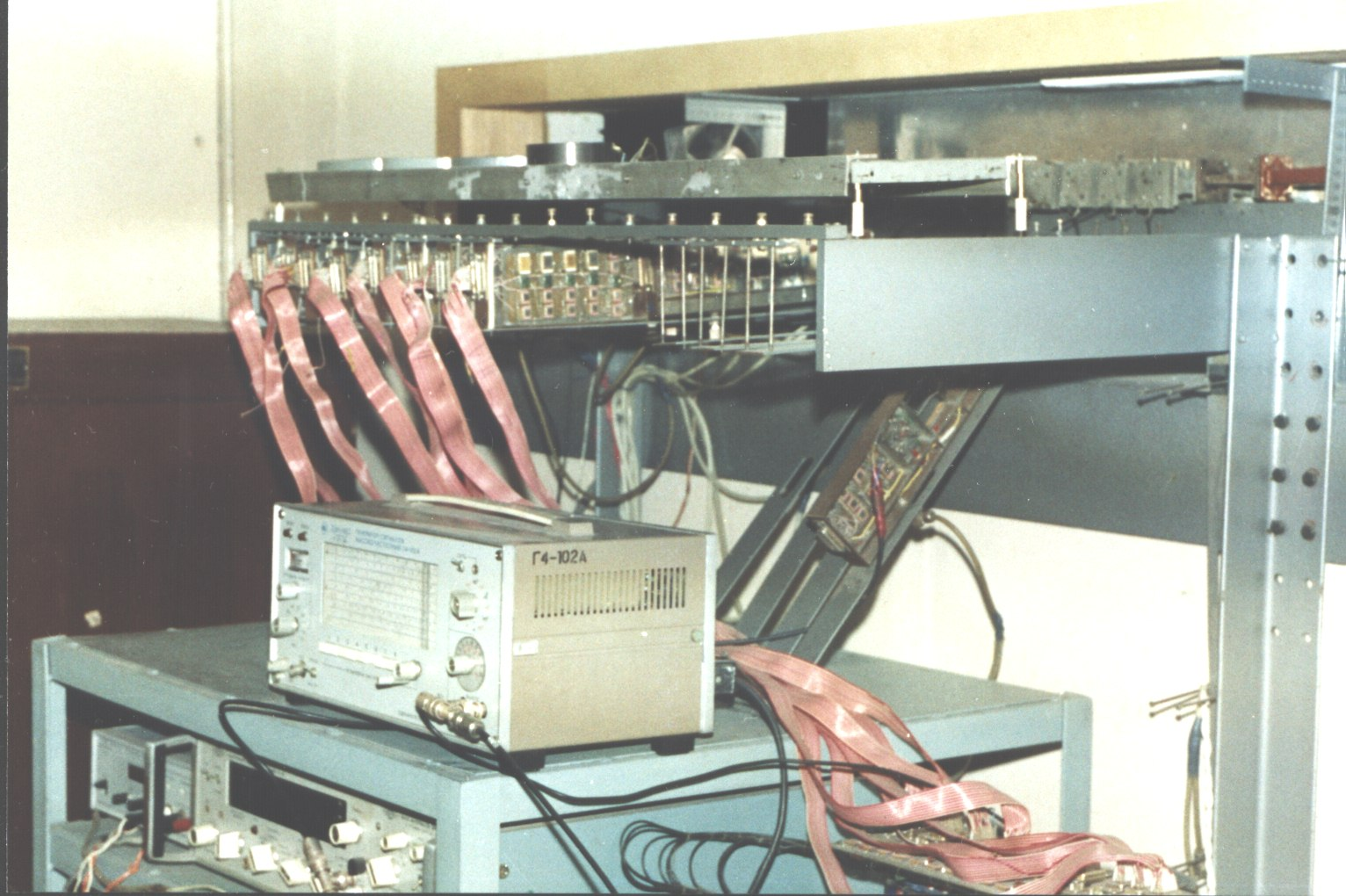
Експериментальний зразок 8-канальної ЦАР, розроблений за участю Слюсаря В. І.

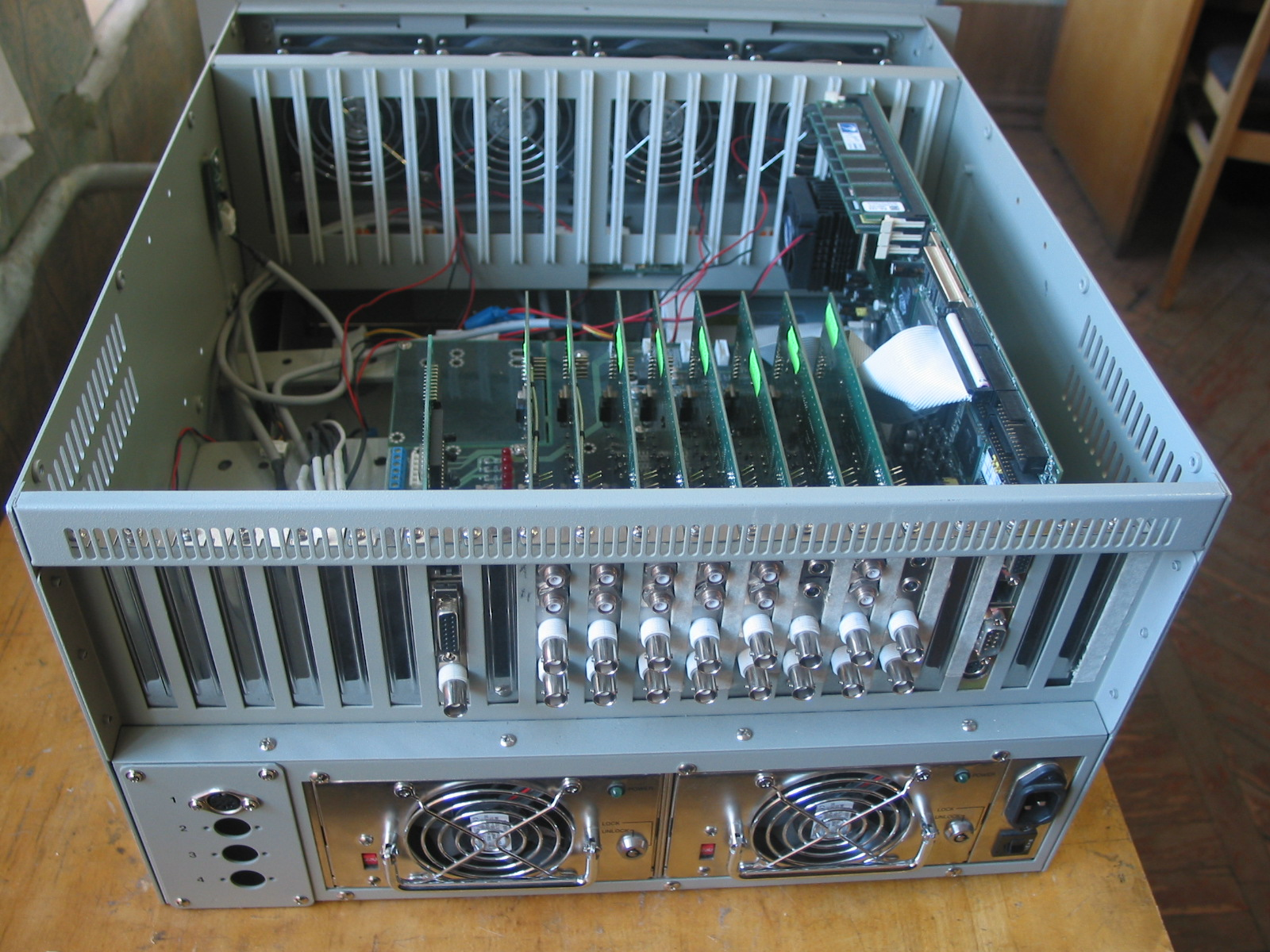
Цифровий сегмент 8-канальної ЦАР на основі стандарту PCI з FPGA-модулями цифрової обробки сигналів, спроектований Слюсарем В. І.

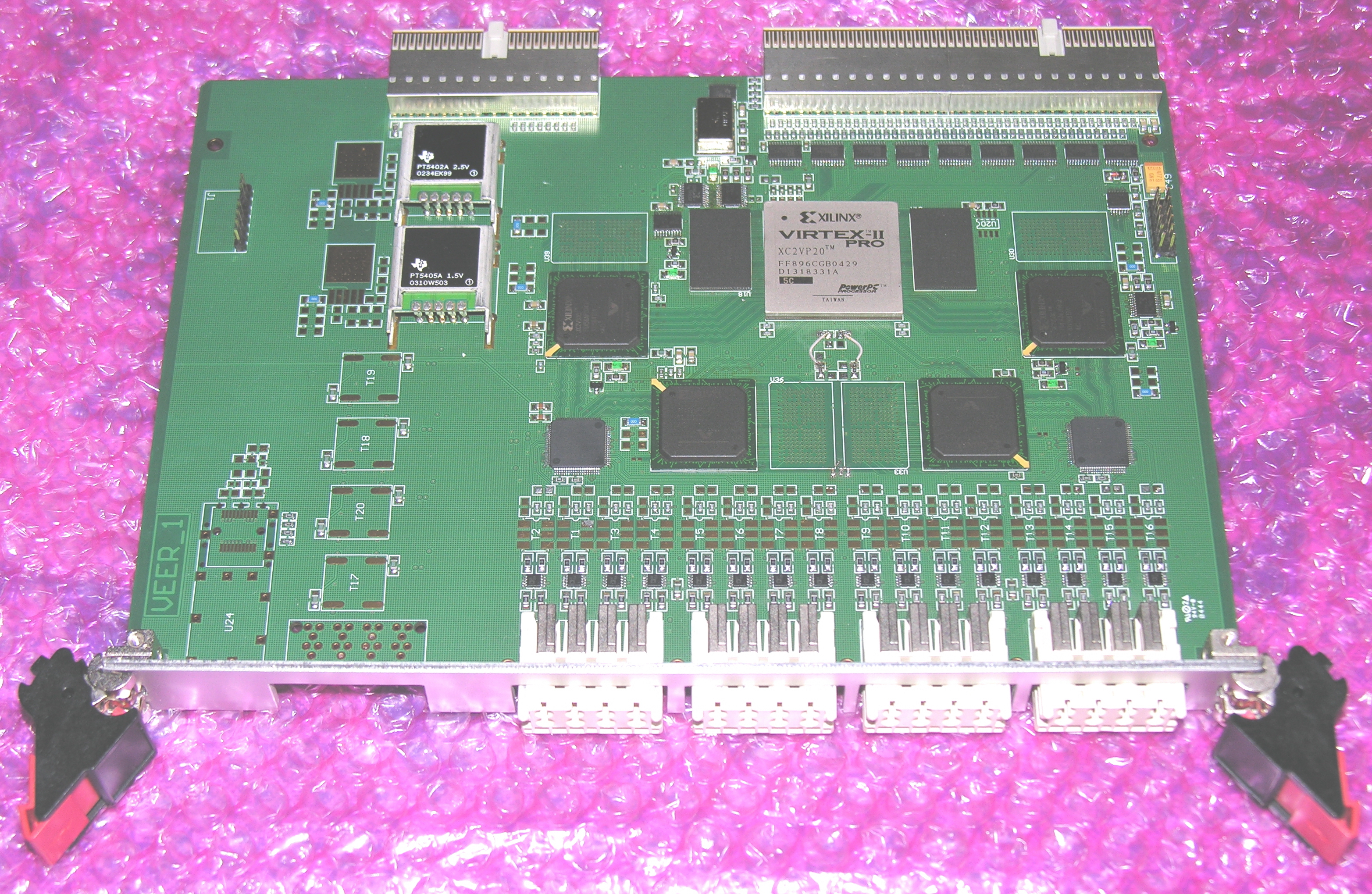
16-канальний модуль АЦП і цифрової обробки сигналів ЦАР стандарту CompactPCI, запропонований Слюсарем В. І.

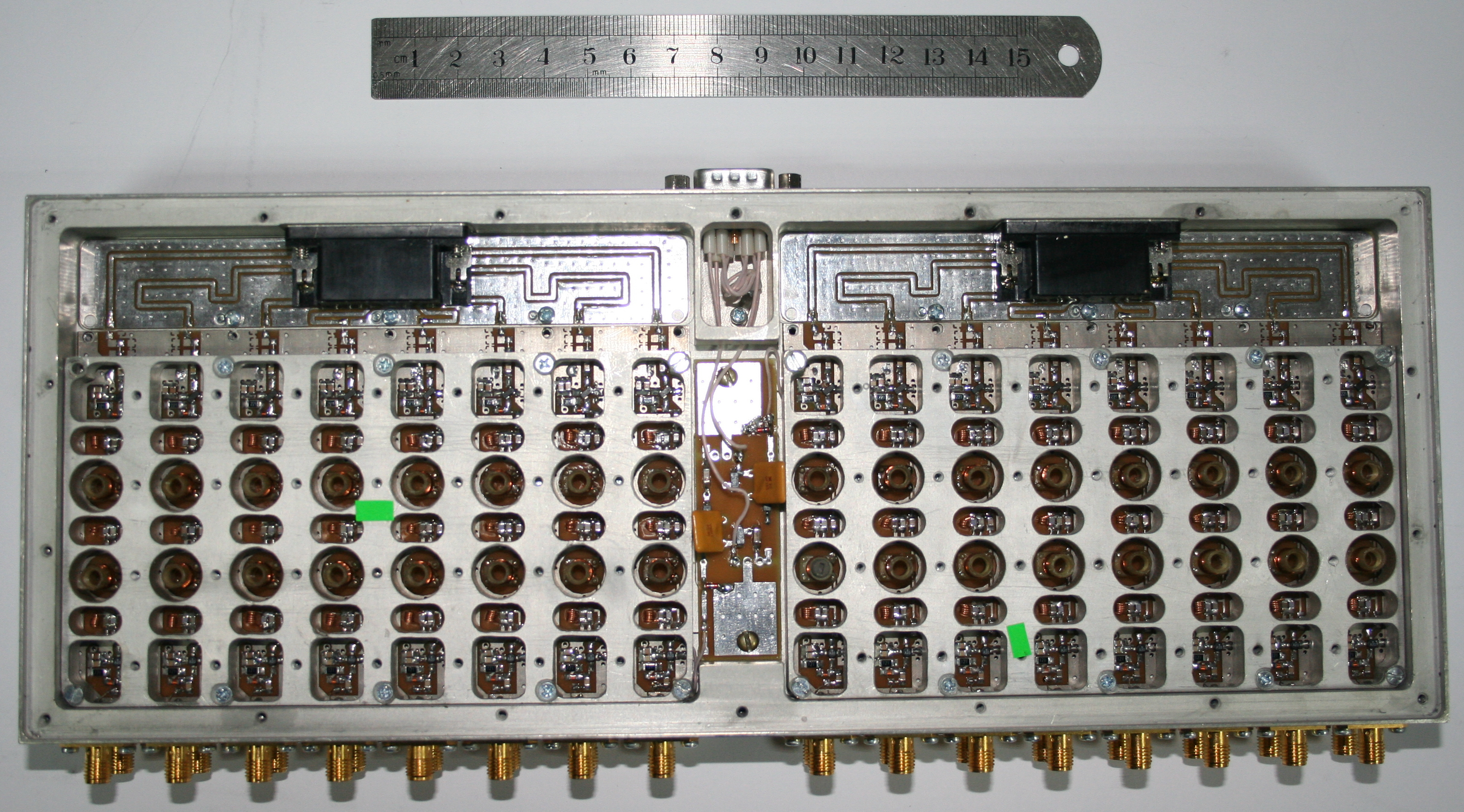
Багатоканальний аналоговий приймальний модуль ЦАР, запропонований за участю Слюсаря В. І.

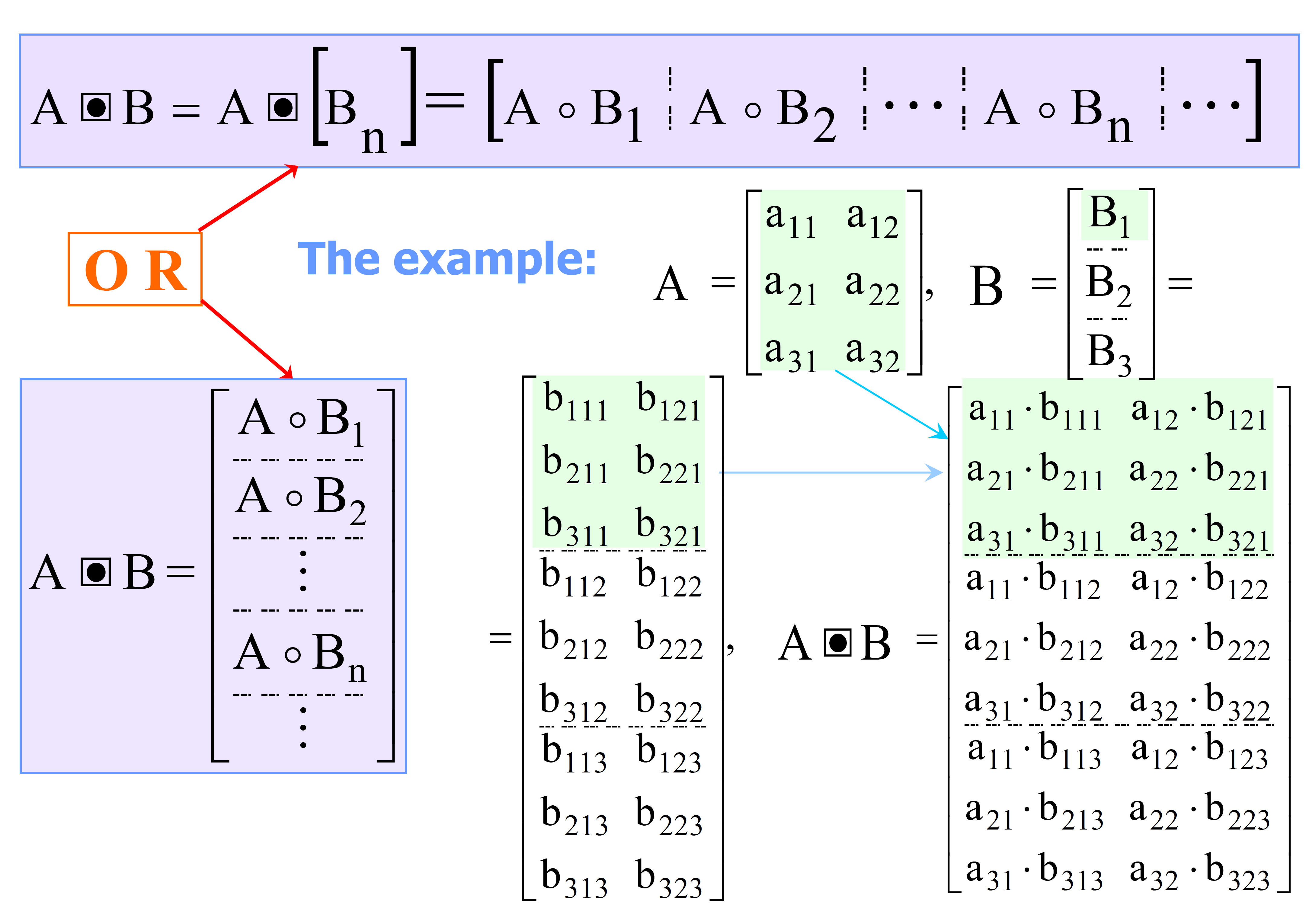
Проникаючий торцевий добуток матриць

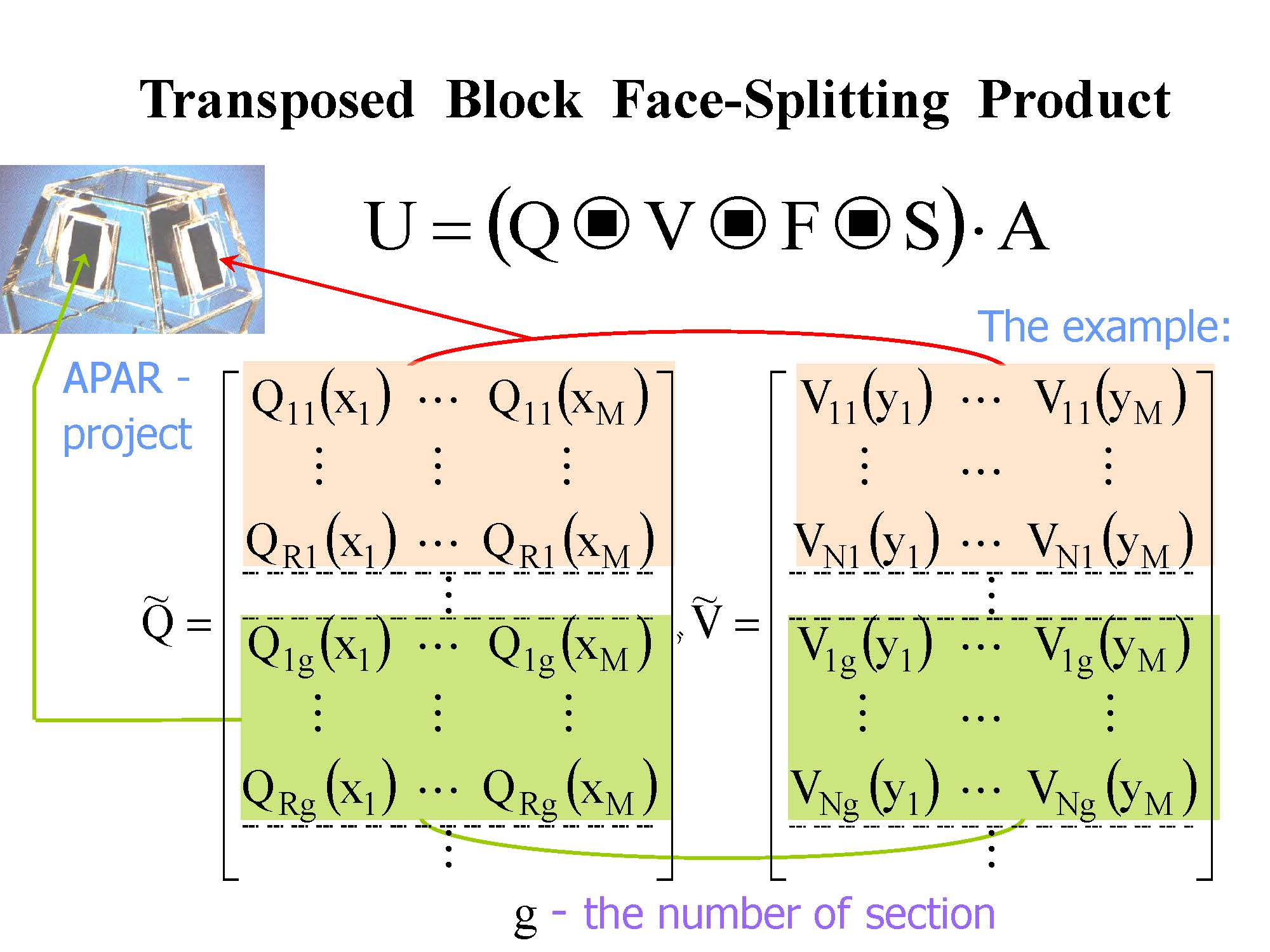
Блоковий транспонований торцевий добуток матриць

Народився 1964 року в с. Колотії Решетилівського району Полтавської області.
1985 року закінчив Оренбурзьке вище зенітне ракетне командне училище.
1985—1987 роки — начальник підрозділу зенітно-ракетної батареї Військової академії протиповітряної оборони Сухопутних військ імені Маршала Радянського Союзу Василевського О. М..
1987—1992 роки — на посадах молодшого та старшого наукових співробітників Військової академії протиповітряної оборони Сухопутних військ імені Маршала Радянського Союзу Василевського О. М.
В 1987—1989 роках як співробітник проблемної науково-дослідної лабораторії Військової академії протиповітряної оборони Сухопутних військ імені Маршала Радянського Союзу Василевського О. М. брав участь у розробці та виготовленні експериментального зразка 8-канальної цифрової антенної решітки, на якому проводив наукові дослідження у період з 1989 по 1999 роки.
В 1992 р. захистив дисертацію на здобуття наукового ступеня кандидата технічних наук, а в 2000 р. — доктора технічних наук. Професор за спеціальністю «Військова кібернетика, системи управління та зв'язок» — з 2005 р.
З 2003 р.  — представник України в експертних спільнотах Організації НАТО з наукових досліджень і технологій (RTO), Конференції національних директорів озброєнь НАТО (зокрема, груп NAAG, LCG DSS, LCG LE, JCG GBAD, ICG IF, CASG), панелі прикладних транспортних технологій (AVT) Організації НАТО з науки і технологій (STO).
З 2009 р.  — член редколегії журнала Известия высших учебных заведений. Радиоэлектроника. Крім того, є членом редколегії журнала «Озброєння та військова техніка».

## Наукові результати
- здійснив подальший розвиток теорії багатоканального  аналізу на основі цифрових антенних решіток (ЦАР)[17];
- розробив тензорно-матричну теорію багатокоординатної обробки сигналів у радіотехнічних системах з ЦАР[18][19][20][21];
- запровадив сукупність нових матричних операцій (торцевий добуток[18][21][22], узагальнений торцевий добуток та їхні блокові модифікації[22], операції блокової векторизації, блокової ротації матриць та ін.)[23].

Родина торцевих добутків матриць стала основою започаткованої Слюсарем В. І. тензорно-матричної теорії цифрових антенних решіток для радіотехнічних систем, яка надалі отримала розвиток як частина теорії цифрової обробки сигналів. Торцевий добуток набув широкого поширення в системах машинного навчання, статистичній обробці великих даних, зокрема текстів звичайної мови (англ. Natural language processing) та зображень. Він дозволяє скоротити обсяги обчислень при реалізації методу зменшення розмірності даних, що одержав назву тензорний скетч. У тому ж контексті ідею торцевого добутку було використано 2010 року для розв'язання завдання диференційної приватності (англ. differential privacy). Крім того, аналогічні обчислення було застосовано для спрощення реалізації багатовимірного згладжування статистичних даних на основі P-сплайнів, для багатовимірної апроксимації за допомогою узагальненої лінійної моделі масивів даних (GLAM), підвищення ефективності ядрових методів машинного навчання та в інших алгоритмах лінійної алгебри.
- розвинув теорію диференціювання матричних добутків на основі похідної Нойдеккера[30], завдяки чому отримано компактні аналітичні описи відгуків радіотехнічних систем з ЦАР з урахуванням взаємного впливу антенних елементів та без нього, для ідентичних та неідентичних антенно-фідерних трактів, нижні границі Крамера-Рао для оцінювання граничних властивостей ЦАР щодо точності виміру параметрів сигналів, нові методи багатоканальної обробки сигналів в ЦАР[23];
- започаткував теорії надрелеївського часового та частотного ущільнення каналів зв'язку, неортогональної частотної дискретної модуляції (N-OFDM)[31][32][33] відповідних сигналів, теорію MIMO систем з імпульсними та N-OFDM сигналами, а також з формуванням простору променів, теорію багатокаскадної квадратурної демодуляції сигналів, тандемної децимації та I/Q-демодуляторів непарного порядку[34][35][36];
- запровадив нові технічні рішення щодо апаратної реалізації багатоканальних ЦАР[5][6];
- автор понад 850 наукових і науково-популярних публікацій та 68 винаходів;
- підготував 16 кандидатів технічних наук та двох докторів технічних наук.

## Нагороди
- Відзнаки Міністерства оборони СРСР — Медаль «За відзнаку у військовій службі» II ступеня (1985), Медаль «70 років Збройних Сил СРСР», Медаль «За бездоганну службу» (СРСР) III ступеня
- Відзнаки Міністерства оборони України — медалі «10 років Збройним Силам України», «15 років Збройним Силам України», «Ветеран військової служби», Нагрудний знак «Знак пошани»
- Почесний нагрудний знак Начальника Генерального штабу «За досягнення у військовій службі» II ступеня
- Грамота Президії Академії наук України (Постанова № 89 від 10 березня 1999 р.) за цикл робіт «Методологічні основи цифрової імпульсної дальнометрії та обробка сигналів у перспективних радіолокаційних системах на базі цифрових антенних решіток»
- Заслужений діяч науки і техніки України (2008)[37][38]